# Agroecomyrmex duisburgi
Agroecomyrmex duisburgi (Mayr, 1868) † è una formica estinta della sottofamiglia Agroecomyrmecinae, unica specie del genere Agroecomyrmex.

## Distribuzione
La specie è stata descritta da ambra baltica risalente all'Eocene (34-42 Ma).